# Begter
Begter was de oudere halfbroer van Temüjin, de latere Dzjengis Khan. Zijn exacte geboortedatum is niet bekend (ca. 1153-1168). Hij werd na een ruzie door Temüjin vermoord.
Na de dood van hun gemeenschappelijke vader, Yesükhei, nam de iets oudere Begter de rol van hoofd van de familie op zich. In die positie was het hem toegestaan te trouwen met de weduwe van zijn vader, Hoelun, de moeder van Temüjin. Omdat dit bij de Mongolen gebruikelijk was, stond Hoelun hier niet vijandig tegenover. 
Temüjin werd niet alleen niet de leider, ook zijn moeders gunst werd door zijn halfbroer afgedwongen. Omdat hij niemand boven zich duldde, werden de spanningen tussen Temüjin en Begter steeds groter. 
Toen beiden ruzie kregen over de jachtbuit van Temüjin, besloot deze dat de maat vol was. Met zijn jongere broer Khasar besloot hij Begter in een hinderlaag te lokken en te doden. Terwijl Temüjin van achter optrok, ging Khasar voorlangs naar Begter. Toen deze doorhad wat er aan de hand was, bezwoer hij de beide broers dat hem doden een slecht idee was: het zou tot strijd en problemen leiden. Nadat hij door de broers dood was geschoten werd het lijk achtergelaten in de natuur. De broers durfden niet bij het lijk terug te keren omdat in het shamanisme het doen vloeien van bloed een slechte invloed op de dader had. Het gebied was taboe tot er niets meer van het lijk over was.
Hoelun was woedend op Temüjin, maar aangezien hij nu als oudste zoon het gezinshoofd was kon zij niet anders dan gehoorzamen. Het gezin was al uitgestoten door de stam, maar werd door deze daad ook nog vogelvrij verklaard. 